# 喬治·懷特腓
懷特腓德（George Whitefield，1714年12月16日—1770年9月30日）是基督教大覺醒運動中的重要人物之一。

## 生平簡述
懷特腓德1714年12月16日生於英國格洛斯特，12歲時已發揮演說及表演長才。1732年進入牛津大學的彭布羅克學院，在大學時悔改信耶穌基督。1733年結識約翰·衛斯理，受循道宗影響開始操練禁慾。1736年被按立為英國國教牧師。1738年抵達美國喬治亞州，在各殖民據點巡迴佈道、提供民生補給品。同年回到英格蘭，為他在喬治亞州創立的孤兒院募款。1739年展開室外佈道行動並第二次登陸北美洲巡迴講道。 1741年再次返英解決與約翰．衛斯理之間的鴻溝。同年結婚，10月第三度登陸北美洲，健康狀況堪憂。1748年返抵倫敦，解決英國循道派的內部紛爭，並向貴族傳福音。1750年代積極呼籲：黑奴也有寶貴靈魂。1751年，在懷特腓德支持下，美國喬治亞州恢復本已廢除的奴隸制度。1760年代身體狀況已極度惡劣，仍堅持巡迴佈道為主得靈魂。1764年準備擴大孤兒院事工，設立學院。1770年9月30日晚上，于北美麻薩諸塞州友人家的樓梯平台講道，隨即因身體不適而去世，傳道三十四年，享年56歲」。

### 早期生平
喬治．懷特腓德是1714年12月16日生，是家中最小的孩子。最初，懷特腓德的父母經營貝爾旅店（Bell Inn），在經濟上並不缺乏。在懷特腓德兩歲時，父親去世，旅店生意維持不久就開始走下坡。懷特腓德在一次保姆疏於照顧當中，感染了麻疹，這病帶給懷特腓德的眼睛永久性的傷害，導致左眼斜視。雖然一家人都投入在旅店生意當中，懷特腓德的母親十分重視他，減去他旅店工作的負擔，重視他所受的教育，期望他能夠大學畢業，並且取得英國國教神職人員的身份。這樣的期待在懷特腓德的母親再嫁之後有了阻礙，旅店經營不善，使得懷特腓德無法繼續學業。

### 大學生活與早期服事
然而，因著一次朋友的拜訪，使得懷特腓德的學習之路延續下去。懷特腓德在1732年11月，以書僮（servitor） （页面存档备份，存于）的身份在牛津大學的潘布洛克學院當中半工半讀。 書僮是大學學生當中地位最低身份，即為有錢、有權勢的貴族學生的僕役，為這些學生的生活起居工作，也需要作為舍監，負責點名。根據懷特腓德在札記當中回顧說：「我的責任，身為書僮，就是在晚上十點去敲那些紳士們的房門，去確認他們有沒有在房間。在我每踏上一階樓梯時都以為魔鬼會會出現。以至於我有好幾週的時間無法入眠，每天只睡不到三小時。」 並且因為其身份的關係，需要穿不同的袍子以作區別，以及不能參與校內活動。其好處是學費就由這些勞務抵免。 懷特腓德在大學時看見同學的揮霍放蕩的生活，就決心遠離這樣的生活，也放棄他在早年所喜歡的表演，並嚴格操練敬虔聖潔生活。 在1733年結識建立「聖潔俱樂部」（Holy Club）的約翰．衛斯理及查理．衛斯理。並在就學過程當中與他們來往密切。在這幾年之間，懷特腓德陷入了律法主義的陷阱並且操練過度導致身、心、靈俱疲，陷入絕望之中。直到一次想起耶穌在結束在十字架上的痛苦之前聲喊說：「我渴了!」，懷特腓德大聲呼喊：「我渴了！我渴了！」，頓時他心中的重擔被挪去，並且知道什麼是在基督裡喜樂，才重獲新生。他在1736年6月20日被按立為英國國教的執事。
被按立為執事之後，懷特腓德開始他的講道生涯，因為從前在牛津大學對牢犯講道以及與聖潔俱樂部的成員們討論信仰的經驗，懷特腓德在講道初期就開始吸引了大批聽眾。同時，衛斯理兄弟正在美國喬治亞州進行佈道，約翰．衛斯理從寄信邀請懷特腓德前往喬治亞州做佈道事工。在同年十二月，懷特腓德決定前往喬治亞州。1737年12月30日出發前往喬治亞州以前，他每一週講道六至七次，在倫敦已經成為家喻戶曉的人物。

## 佈道範圍
他接續富瑞林好生、吉爾伯特.田內特、愛德華滋所點起的復興之火，把復興運動引至最高潮。衛斯理的著重在英國的事工，而懷特腓德在則是在北美；當時的北美殖民地至少有百分之八十的人曾聽過他講道，他聲音宏亮表情生動，在竟可一次吸引兩萬人同時聆聽，在大眾傳播工具尚未發明前，竟能有百萬人聽過他講道。他的事奉除了英國、威爾斯之外，他七次橫越大西洋至北美洲，十五次去英格蘭，二次去愛爾蘭佈道。

## 思想
他的神學思想受加爾文主義影響，謹守預選說教義，遂無法與衛斯理兄弟合作，於是組成「加爾文循道宗」（Calvinistic Methodism），雖然分道揚鑣仍然彼此敬重。他的神學以英國清教徒對原罪、因信稱義及重生等議題為中心。他強調「因信稱義」的真理，器重聖潔敬虔並與耶穌基督建立個人關係。

### 對於預定（predestination）的看法
懷特腓德相信無條件的揀選，認為若是否定此事的話便會否定上帝至高的主權，而且在揀選當中與人的任何一點投入都沒有關係。對於有限的救贖的論證，懷特腓德在一次與約翰衛斯理在羅馬書8章32節的對話當中，懷特腓德認為經文中所指的「眾人」，並不是指世上全部的人，而是指著那些在基督裡的人。因此，耶穌的救贖只為著那些被揀選的人。

### 對於奴隸的看法
因著懷特腓德的支持，喬治亞州在1751年恢復奴隸制度。懷特腓德在其畢士大孤兒院使用黑奴，並將之視為經濟上的需要，為的是能夠幫助更多孤兒。雖然懷特腓德針對黑奴被虐待的問題做出回應，要求要對主人黑奴更人道，並要求黑奴主人教導黑奴基督信仰，主張黑奴一樣需要被救贖，卻沒有將奴隸制度視為是系統性的惡。

## 貢獻
懷特腓德除了有傳福音的熱忱，也強調教育的重要，在美國協助三所大學的成立：普林斯敦大學、賓州大學及達特茅斯學院。在喬治亞州成立「畢士大孤兒院」，用33年的時間辛苦募款照顧孤兒所需。

## 講道風格
懷特腓德以他個人的性格以及行為還有他那戲劇性的宣達方式為名，聲音鏗鏘有力而且擅長即興演說。他的聲音也非常有感染力，人們説光是聽到他講到〝美索不達米亞〞就掉眼淚了。不過對於他來說，這些所有展現方式並不是為了要娛樂聽眾，而是將這些聽眾從地獄當中拯救出來。他也以即興講道為名，跟當時斟酌字句，毫無感情的講道是截然不同的。雖然他表達的神學思想不似愛德華滋般深入，但他的宗教言論卻能使十二歲的孩子都聽得明白，他的演說功力可見一斑。除了戲劇性的宣達方式之外，聖經當中的例子也大量的成為他的例證。

## 著作
懷特腓德的講道被廣泛讚譽為激發他的聽眾的熱情。他的一生當中有許多篇講道、信件和期刊都被出版。他的期刊原本只打算私人傳播，第一次被出版是由湯瑪斯‧庫柏發行的。詹姆斯•赫頓則出版了懷特腓德批准的版本。他的生氣勃勃和“太過使徒性的”語言被批判；他的期刊在1741年之後就不再發行。
懷特腓德在1744-45年間準備了一筆新的預付款，但是它直到1938年才被出版。19世紀傳記一般參考他的早期作品〝上帝對喬治‧懷特腓德牧師之帶領的簡短敘述〞(A Short Account of God's Dealings with the Reverend George Whitefield, 1740)，包含了他的生活到他按立牧師。在1747年，他出版了〝上帝對喬治‧懷特腓德牧師之帶領的進一步敘述〞(A Further Account of God's Dealings with the Reverend George Whitefield)，包括的時期從他按立牧師到他第一次旅行到喬治亞。他的一個編輯活潑的版本的期刊，以及自傳式的記述在1756年出版。